# Amazonsprattus
Amazonsprattus is een monotypisch geslacht van ansjovissen uit de orde van haringachtigen (Clupeiformes). 

## Soort
- Amazonsprattus scintilla Roberts, 1984